# Colméry
Colméry é uma comuna francesa na região administrativa de Borgonha-Franco-Condado, no departamento Nièvre. Estende-se por uma área de 23,09 km². Em 2010 a comuna tinha 303 habitantes (densidade: 13,1 hab./km²).